# Syndicat des employés du commerce et de l'industrie
Le Syndicat des employés du commerce et de l'industrie (SECI) est le premier syndicat chrétien français, fondé en 1887. Il a été l'élément fondateur de la Confédération française des travailleurs chrétiens (CFTC). Il est considéré également comme l'ancêtre de l'actuelle Fédération des services CFDT. 
Jusqu'à l'été 2013, le syndicat reste  affilié à la fédération Commerce services et forces de vente (CSFV-CFTC) qu'il quitte en septembre 2013 (radié par la confédération CFTC) préférant rejoindre et s'affilier à l'UNSA, qu’il quitte en décembre 2023.

## Histoire
Après la publication de l'encyclique Rerum Novarum sur la conditions des ouvriers, en 1891, par le pape Léon XIII, la congrégation des Frères des Écoles chrétiennes va relayer la doctrine sociale de l'Église. Dans cette lignée, le frère Hiéron (Jean Giraudias) anime un bureau de placement des élèves, puis le 13 septembre 1887 il crée, avec 18 adhérents, le Syndicat des employés du commerce et de l'industrie. La non-mixité prévalant dans le syndicalisme à cette époque, le SECI est un syndicat uniquement masculin. De 1887 à 1907 son président sera Paul Baé.
Le SECI s'installe au 14 rue des Petits Carreaux à Paris. Il y ouvre un restaurant ouvrier.
- En 1891, le SECI lance un mensuel le Bulletin du Syndicat des employés du commerce et de l'industrie qui devient à partir de 1901 L'Employé  et dont Edouard Verdin présida le comité de rédaction de 1924 à 1927.
- En 1894, le SECI se structure autour de 4 groupes : employés d'administration, tissus, employés aux écritures et bâtiment.
- En 1900, le SECI tient un stand lors de l'Exposition universelle de Paris. À cette époque, le SECI se bat pour le repos dominical.

En 1913, le président du SECI est Jules Zirnheld, le secrétaire général est Charles Viennet et le secrétaire général adjoint est Gaston Tessier. Ils organisent un congrès avec 25 syndicats les 11 et 12 mai et créent la Fédération française des syndicats d'employés catholiques. Les syndicats « féminins » s'affilient à la nouvelle fédération.
Après la guerre de 14-18, le SECI reprend son activité revendicative sur le repos hebdomadaire, la réduction du temps de travail et les salaires. Il continue également d'œuvrer pour le rassemblement du syndicalisme chrétien et les 1er et 2 novembre 1919, un congrès est organisé 5 rue Cadet à Paris, nouveau siège du syndicat. La Confédération française des travailleurs chrétiens (CFTC) est née, Jules Zirnheld en prend la présidence et Gaston Tessier devient le premier secrétaire général.
- En 1922, le SECI tient un meeting devant 5 000 personnes salle Wagram sur le thème du repos du dimanche[6].
- En 1939, le SECI est toujours au cœur du syndicalisme chrétien, il compte désormais plus de 20 000 adhérents répartis dans 6 sections professionnelles (alimentaire, textile, aviation et automobile, travaux publics et bâtiments, industries chimiques, industrie du livre).
- En 1952,  le I de l'acronyme SECI, qui signifie « Industrie », est remplacé par le terme Interprofessionnels, signification plus adaptée pour "plusieurs professions".

Deux débats internes vont traverser la CFTC : la création de fédérations d'industrie puis la déconfessionnalisation. La création de fédérations par secteurs industriels s'oppose à la nature même de la fédération des employés. Celle-ci se considère comme la pierre angulaire de la centrale chrétienne et résiste à l'évolution.
Les dirigeants historiques de la CFTC étant issus du SECI, celui-ci est hostile aux thèses visant à la déconfessionnalisation de la confédération.
En 1964, le congrès confédéral décide à une large majorité le changement de nom de la centrale qui devient la Confédération française démocratique du travail (CFDT). À l'annonce du résultat du vote, des minoritaires emmenés par la fédération des mineurs à laquelle se joint le SECI, organisent aussitôt un congrès de « maintien de la CFTC ». La partie de la fédération des employés restée à la CFDT se transforme en février 1965 en Fédération des services, du commerce et du crédit.
En 2013, le SECI, en désaccord avec la confédération quitte la CFTC et décide d'adhérer à l'Unsa.
18 octobre 2017, le SECI fête le Centrentenaire du dépôt de ses statuts auprès de la préfecture de la Seine.
Fin 2023, le SECI prend la décision de devenir pleinement autonome.